# Picumne ocré
Picumnus limae
Espèce
Statut de conservation UICN

 LC  : Préoccupation mineure
Le Picumne ocré (Picumnus limae), est une espèce d'oiseaux de la famille des Picidae (sous-famille des Picumninae), endémique du Brésil.

## Systématique
Le Picumne ocré est actuellement considéré comme une espèce monotypique par le Congrès ornithologique international.
Une espèce baptisée Picumne fauve (Picumnus fulvescens) était anciennement reconnue, à la suite de son introduction par Stager en 1961. Cependant, une étude morphologique de Lima et al. réexamine ce statut en 2020 et conclut qu'elle forme une seule et même espèce avec le Picumne ocré, au regard des nombreuses formes intermédiaires et du chant identique. Cette synonymie est validée par le SACC la même année, et est désormais reconnue par les principales autorités taxonomiques, à l'exception d'HBW.